# Водянська волость
Водянська волость — адміністративно-територіальна одиниця Мелітопольського повіту Таврійської губернії.
Станом на 1886 рік складалася з 1 поселення, 1 сільської громади. Населення — 4523 особи (2264 чоловічої статі та 2259 — жіночої), 789 дворових господарства.
|                     | Площа, десятин | У тому числі орної, дес. |
| ------------------- | -------------- | ------------------------ |
| Сільських громад    | 11581          | 5622                     |
| Приватної власності | —              | —                        |
| Іншої власності     | 133            | 65                       |
| Загалом             | 11714          | 5687                     |

Найбільше поселення волості:
- Водяне — село при річці Конка за 100 верст від повітового міста, 4523 особи, 789 дворів, православна церква, школа, бондарня, 6 лавок, ярмарок 1 жовтня.